# Управління з охорони праці (Велика Британія)

Емблема Управління з охорони праці HSE

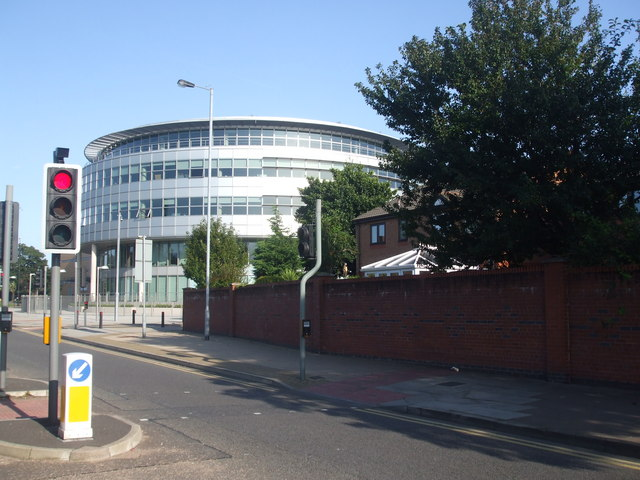
Штаб-квартира Управління в Бутле

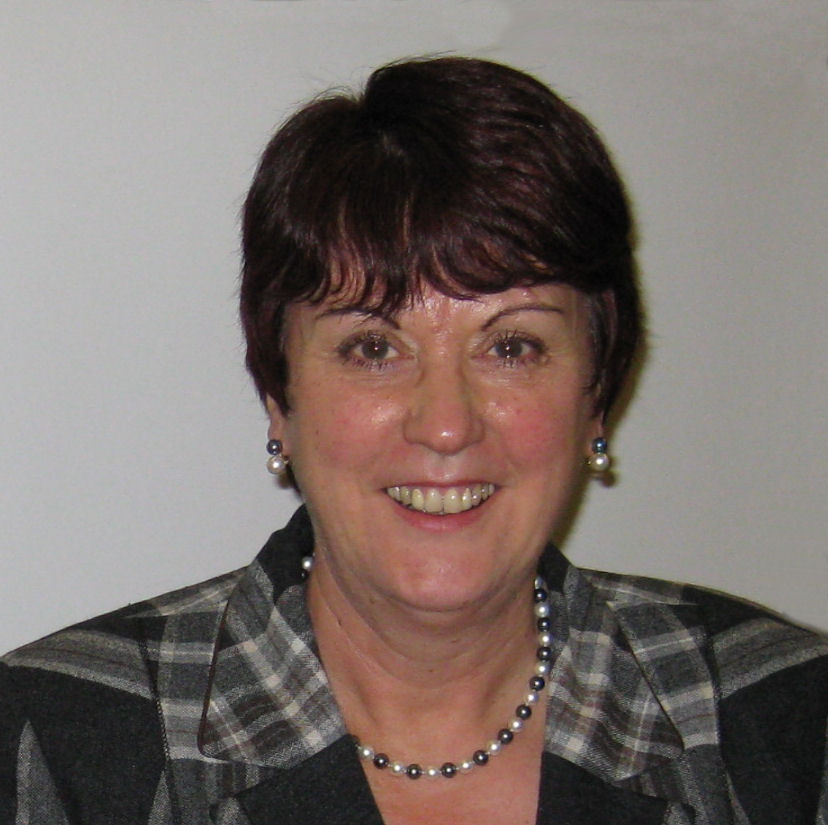
Джудіт Хакит, керівник Управління

Управління з охорони (і безпеки) праці (англ. Health and Safety Executive, HSE) — напівавтономна недержавна організація у Великій Британії, яка відповідає за стимулювання, регулювання і перевірку виконання вимог законодавчих актів з охорони праці і техніки безпеки, а також за проведення наукових досліджень, навчання, публікації та інформування в галузі охорони праці і техніки безпеки. Керівництво Управління знаходиться в Ліверпулі. Управління займається охороною праці в Англії, Шотландії та Уельсі. У Північній Ірландії охороною праці займається Управління Північної Ірландії. 
Управління було створено відповідно до Закону про охорону праці 1974 року (англ. Health and Safety at Work etc. Act 1974). Робота Управління проводиться за рахунок коштів, що виділяються Міністерством праці і пенсій. У процесі виконання своїх функцій Управління досліджує і вивчає нещасні випадки і аварії на промислових підприємствах, як дрібні, так і великі. Керівником Управління з 2007 року є Джудіт Гакіт.

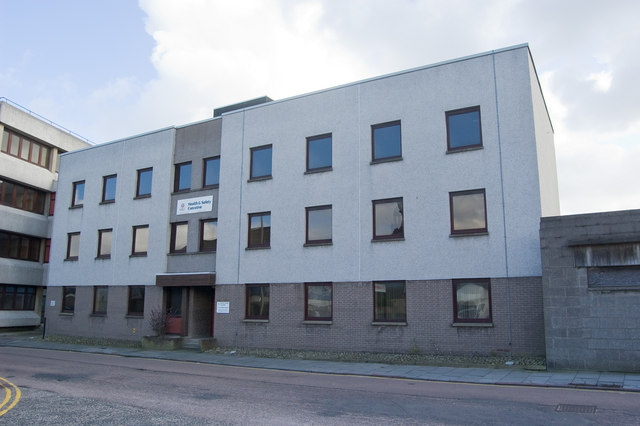
Одна з будівель Управління в Абердині (Шотландія)

## Функції
Згідно з Законом про охорону праці 1974 року, Управління має:
- Надавати допомогу і сприяння особам у сферах, які охоплюються Законом про охорону праці 1974 року.
- Проводити і стимулювати проведення досліджень і публікацій, навчання та інформування у сферах спеціалізації Управління.
- Проводити інформування та консультування державних установ і роботодавців, робітників і їх уповноважених представників та інших людей в ділянці охорони праці і техніки безпеки.
- Розробляти нормативні документи, що регулюють питання охорони праці у Великій Британії[en].

Управління зобов'язане інформувати Державного секретаря про свою діяльність і планувати свою роботу відповідно до його вказівок.
З 1 квітня 2006 року Управління припинило свою діяльність щодо залізничного транспорту.
Управління також відповідає за Консультативну медичну службу.

## Структура і відповідальність
Місцеві органи влади Великої Британії відповідають за виконання вимог законодавства у галузі охорони праці і техніки безпеки на підприємствах, в офісах та інших організаціях.
До складу Управління входять:

### Інспекція з вибухових речовин
Цей підрозділ Управління займається контролем за виконанням вимог законодавства в галузі класифікації та перевезень вибухових речовин. Він дає ліцензії на виготовлення і зберігання у великій кількості вибухових речовин.

### Лабораторія охорони праці

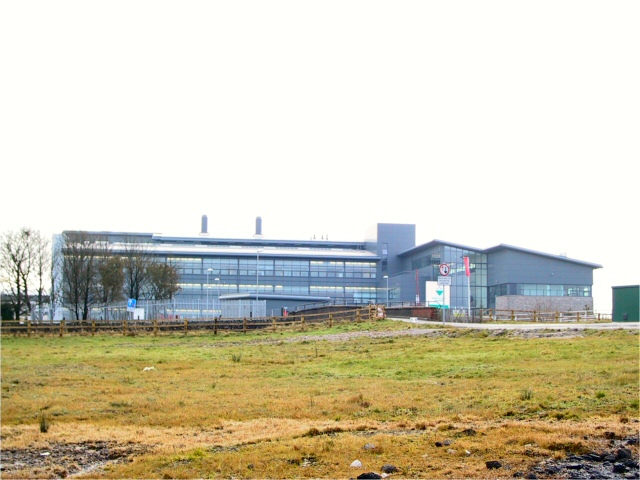
Будівля лабораторії охорони праці в університеті Шеффілда, 2005 р.

Лабораторія охорони праці (HSL) знаходиться в Бакстоні (Дербішир). У ній працює понад 350 учених, інженерів, психологів, соціологів, фахівців з охорони здоров'я і технічних фахівців.
Лабораторію заснував 1921 року Дослідний комітет із безпеки на шахтах (англ. Safety in Mines Research Board) для проведення великомасштабних експериментів у галузі безпеки на шахтах. Після створення Управління у 1975 році її було перетворено на два підрозділи: Лабораторію техніки безпеки і Лабораторії вибухо- і пожежобезпеки. В 1995 році при формуванні складу Управління в нього включили ті підрозділи, які перебували в Бакстоні, а також лабораторії в Шеффілді. А в 2004 році організації, що перебували в Шеффілді, перевели у Бакстон, і місце, зайняте лабораторією, передали університету Шеффілда.
Зараз лабораторія працює як організація, що проводить наукові дослідження для Управління, інших державних органів і недержавних організацій.

### Королівська інспекція для шахт
Королівська інспекція шахт (Her majesty's Inspectorate of Mines) — організація, яка відповідає за забезпечення виконання вимог із безпеки на всіх шахтах Великої Британії. Вона знаходиться в Шеффілді, що у Південному Йоркширі.

### Управління з безпеки в атомній промисловості
Управління з безпеки в атомній промисловості (Nuclear Directorate) з 1 квітня 2011 року об'єдналося з ONR. Її підрозділи знаходяться переважно в Бутле, а її основними завданнями є:
- забезпечення безпечного поводження з радіоактивними відходами цивільних і військових організацій — Nuclear Installations Inspectorate.
- забезпечення безпеки цивільних ядерних об'єктів і безпечного перевезення радіоактивних матеріалів The Office for Nuclear Security (у квітні 2007 року ця організація включена в Управління HSE).
- забезпечення безпечного поводження з радіоактивними матеріалами на цивільних підприємствах із метою запобігання диверсій та використання їх для виробництва зброї — UK Safeguards Office (у квітні 2007 року ця організація включена в Управління HSE)
- виконання програми досліджень у галузі ядерної безпеки.

### Реєстр консультантів у галузі безпеки і промислової гігієни
Зараз Управління забезпечує облік консультантів — фахівців у галузі безпеки і промислової гігієни. Реєстр консультантів з охорони праці та техніки безпеки у Великій Британії (OSHCR) — публічний реєстр Великої Британії з інформацією про консультантів у царині охорони праці і техніки безпеки. Реєстр створений для надання допомоги роботодавцям, які потребують послуг спеціалістів з охорони праці. Приводом для створення реєстру стала доповідь уряду в жовтні 2010 року, в якому були рекомендовані обов'язкова акредитація всіх консультантів з охорони праці в професійних організаціях, а також забезпечення вільного доступу до цієї інформації в Інтернеті. Управління має намір передати забезпечення роботи Реєстру відповідній торгово-промисловій організації після його створення та початку функціонування.

## Критика
Робота управління піддавалася критиці. Заявляли, що його рекомендації не забезпечують достатній рівень безпеки. Наприклад, у доповіді лорда Гіла з приводу вибуху на заводі пластмас у Стоклині Управління критикували за «неадекватну оцінку ризику, пов'язаного з пожежею трубопроводу із зрідженим газом ... і за недостатньо якісне проведення перевірок...». Але найчастіше Управління критикували за те, що його вимоги занадто великі, заважають роботі і призводять до надмірного втручання держави в життя людей. Газета The Daily Telegraph заявила, що Управління є частиною «компенсаційної культури» («compensation culture»), що воно не демократично і не підзвітний, і що виконання його вимог збільшує витрати.
Але Управління відповіло, що велика частина критики торкається питань, які не входять до компетенції Управління. Реагуючи на критику, Управління з 2007 до 2010 публікувало на своєму сайті розділ «Міфи місяця» («Myth of the Month»), в якому «викривало різні міфи в галузі охорони праці і техніки безпеки». Це стало політичним питанням у Великій Британії. У жовтні 2010 року опубліковано звіт лорда Янга, в якому рекомендувалися різні реформи, спрямовані на «захист підприємців від надмірного бюрократичного навантаження, і від побоювань про необхідність платити необґрунтовані штрафи, компенсаційні виплати за шкоду та судові витрати».

## Управління та респіраторний захист
Управління проводить сертифікацію респіраторів у Великій Британії та займається науковими дослідженнями в ділянці їх застосування. Передбачалося, що сертифікація засобів індивідуального захисту органів дихання (ЗІЗОД) в лабораторних умовах дозволяє забезпечити надійний захист робітників при їх подальшому застосуванні у виробничих умовах. Проте в 1990 році при проведенні вимірювань захисних властивостей трьох різних моделей повнолицьових масок із високоефективними протиаерозольним фільтром (без примусової подачі повітря), які були раніше успішно сертифіковані Управлінням, виявилося, що в реальних виробничих умовах їх ефективність значно нижча, ніж у лабораторних.
Очікувалося, що сертифіковані повнолицьові маски дозволять знизити концентрацію волокон азбесту під маскою у вдихуваному повітрі так само сильно, як і в лабораторних умовах — так, що їх можна буде використовувати за концентрації повітряних забруднень із перевищенням ГДК в 900 разів. Але результати вимірювань показали, що за безперервного і своєчасного використання (за кожним із робітників безперервно спостерігали під час вимірювань) у першій моделі коефіцієнт захисту (відношення середньої зовнішньої концентрації забруднень до середньої підмаскової) був понад 900 лише в 16 % випадків, у другій — у 40 % випадків, а у третій моделі коефіцієнт захисту не перевищив 900 жодного разу (максимальний коефіцієнт захисту 500).
Всі респіратори, що використовувалися дослідниками, були попередньо перевірені Управлінням, і всі вони відповідали вимогам, що пред'являються до високоефективних ЗІЗОД. Метод проведення вимірювань було узгоджено з Управлінням, і він вважався адекватним.
При проведенні більш ніж 30 пар одночасних вимірювань зовнішньої і подмаскової концентрацій, що включали неодноразові виміри у одного і того ж робітника, дослідники зіткнулися з тим, що за використання однаково високоефективних фільтрів коефіцієнти захисту дуже різноманітні — стандартне геометричне відхилення значень коефіцієнта захисту у всіх моделей перевищувало 4.2. Це різноманіття призвело до того, що мінімальні значення коефіцієнта захисту були дуже низькими: у першої моделі — 11 (максимальне значення 2090), у другій моделі — 26 (максимальне значення 3493) і у третьої моделі — 17 (максимальне значення 500). Цей розкид і низькі мінімальні значення пояснювалися просочуванням невідфільтрованого повітря через зазори між маскою і особою. Утворення зазорів через неакуратне одягання маски і її сповзання під час роботи у виробничих умовах відбувається набагато частіше і сильніше, ніж у лабораторних під час сертифікації.
Отримані низькі результати (просочування до 9 %) у поєднанні з аналогічними результатами, отриманими Hyatt в США, спонукали англійських фахівців у 1997 році обмежити застосування повнолицьових масок із панорамним оглядовим склом із фільтрами високої ефективності за концентрації забруднень понад 40 ГДК. Це обмеження, засноване на результатах виробничих вимірювань захисних властивостей ЗІЗОД як у Великій Британії, так і в США, враховує значну відмінність між захисними властивостями у виробничих і лабораторних умовах, і воно збереглося в новому стандарті 2005 року, що встановлює вимоги до роботодавця в частині вибору та організації застосування ЗІЗОД.
На підставі науково-обґрунтованих вимог національного законодавства Управління розробило підручник для тих, кому потрібно вибрати і використовувати респіратори.

## Коло діяльності Управління
Управління займається питаннями охорони праці в таких галузях економіки:
- Авіація
- Атомна промисловість
- Будівництво
- Вантажоперевезення
- Взуттєва і шкіряна промисловість
- Газопостачання; реєстрація фахівців з безпеки газового обладнання[en]
- Видобуток корисних копалин відкритим способом
- Вторинна переробка і утилізація відходів
- Громадське харчування
- Державні бюджетні організації
- Державні структури, що підкоряються королівській владі Crown establishments
- Збройні сили
- Поводження з пестицидами
- Індустрія розваг і відпочинку
- Книгодрукування
- Машинобудування
- Морський нафто- і газовидобуток
- Офісна робота
- Підземний видобуток корисних копалин
- Система охорони здоров'я
- Пожежна охорона
- Поліція
- Професійні водолазні роботи
- Ремонт автотранспорту
- Сільське господарство
- Система освіти
- Суднобудування та судноремонт
- Текстильна промисловість
- Харчова промисловість
- Хімічна промисловість
- Хімчистки
- Целюлозно-паперова і деревообробна промисловість